# Ciclooxigenază
Ciclooxigenaza (EC 1.14.99.1, abreviată COX) este o enzimă cu rol în transformarea acidului arahidonic în prostaglandine. Are rol în afecțiuni inflamatorii, coagularea sângelui și în proliferarea celulară.